# Kutosari (Gringsing)
Kutosari is een bestuurslaag in het regentschap Batang van de provincie Midden-Java, Indonesië. Kutosari telt 4982 inwoners (volkstelling 2010).